# De Geelders
De Geelders is een natuurgebied in de Noord-Brabantse gemeente Boxtel. Het ligt tussen de plaatsen Boxtel, Liempde en Schijndelen maakt deel uit van Nationaal Landschap Het Groene Woud. De belangrijkste eigenaren zijn Staatsbosbeheer (185 ha), Brabants Landschap (75 ha) en de Marggraff Stichting (85 ha).
Het gebied is een complex van leembossen, weilanden en enkele kleine heideveldjes in het stroomdal van de rivier de Dommel. De bodem bestaat vooral uit dekzand met daaronder een leemlaag die plaatselijk aan de oppervlakte komt. Deze voor water ondoordringbare laag maakt dat het terrein in de winter nat tot zeer nat is en 's zomers op de meeste plaatsen droog. De bodem is voedselrijk en basenrijk. Een 14,4 hectare groot deel met vooral eikenhakhoutbos en populieren werd in 1995 aangewezen als bosreservaat.  

## Etymologie
De Geelders ontleent zijn naam aan het goed Gheerlaer. De oudste vermelding van deze naam dateert van 1386. Het achtervoegstel 'laer' duidt op een ontginning in een bosrijk gebied. Geer zou ontleend zijn aan de persoonsnaam Geerling. Gheerlaer betekent dan de ontginning van Geerling van den Bossche, wellicht was het de destijds bekendste boskamp in De Geelders.  Het Speet is een van de andere boskampen die in De Geelders aangelegd zijn. De eerste bekende eigenaar van Het Speet is Johannes Spaybaet, die het circa 1376 in bezit kreeg.  

## Geschiedenis
Toponiemen uit de periode van voor 1312 geven de indicatie van de vroegere aanwezigheid van een oorspronkelijk groot leemboswoud in Midden-Brabant (nu Nationaal landschap Het Groene Woud. Er was het Woud van Oirschot dat gesitueerd was in het huidige noorden van Oirschot en Best en in het zuiden van Liempde, Boxtel en Sint-Oedenrode. Dit woud was weer onderdeel van een veel groter woud dat via Liemderwalt en het Woud van Elde via het Woud tussen Schijndel en Middelrode richting Vught liep. In 1293 werd de Bodem van Elde (waarin De Geelders liggen) nog als het Bos van Elde aangeduid. Op 11 juni 1314 gaf Hertog Jan III van Brabant het gebruiksrecht van de Bodem van Elde (dat ze waarschijnlijk ook al een keer eerder hadden ontvangen of volgens gewoonterecht al gebruikten) gemeenschappelijk uit aan de inwoners van alle vier de omringende dorpen: Boxtel, Sint-Michielsgestel, Schijndel, Sint-Oedenrode en Kasteren onder Liempde. Ook onderzoek aan de grenswallen rondom Het Speet liet zien dat deze gedeelten erg oud zijn. 

### Klooster eigendommen
Ludolf van der Water die kanunnik was te 's-Hertogenbosch kocht gedeelten van het Geelderscomplex. Hij vermaakte het aan de kartuizer monniken die sedert 1471 in Olland gevestigd waren. In 1471  werd het in Olland gestichte kartuizerklooster Sinte Sophia van Constantinopel eigenaar van verschillende boskampen in De Geelders onder andere De Averenkamp, De Turfkamp, De Heijkamp en De (Voorste) Batencamp. In totaal was dit ongeveer 130 hectare. Na 1648 werden de eigendomsrechten betwist en de monniken weken uit naar Antwerpen in de Spaanse Nederlanden. Na een rechtszaak kregen ze hun gronden terug. Kartuizerprior Joseph van den Oetelaar verkocht de omvangrijke kartuizereigendommen. De goederen rondom Kasteren (Liempde), waaronder de boskampen in De Geelders werden in 1659 verkocht aan Bosschenaar Pieter Lus. Deze stierf in 1674. 

### Gemeenschappelijke gronden
Een groot gedeelte van De Geelders behoorde vroeger tot de gemeenschappelijke gronden van de Bodem van Elde en het was niet geschikt voor ontginning. Er werd eikenhakhout geoogst voor de winning van eikenschors ten behoeve van de leerlooierij. In de jaren 1930 werden door werklozen greppels gegraven om rabatten op te werpen. Daar werden eiken geplant die geriefhout moesten leveren dat aan boeren werd verkocht. Brede dreven dienden voor de afvoer van dit hout. De aanleg van rabatten zorgde voor verdroging. Het hakhoutbeheer is omstreeks 1975 door Staatsbosbeheer gestopt, het beheer werd gericht op het ontstaan van een meer natuurlijk bos.

### Grootgrondbezitters
Pieter Lus verkocht de boskampen van De Geelders aan families die bij de oorspronkelijke middeleeuwse ontginning betrokken waren geweest. De families Van Rijckevorsel, Versantvoort, Van Bogaerde Terbruggen en Marggraff zijn korter of langere tijd bezitter van een deel van De Geelders geweest. Later werd onder andere het deel van Versantvoort en Van Bogaerde Terbruggen eigendom van Staatsbosbeheer en weer andere delen, zoals het Gasthuiskamp, van Brabants Landschap. 
Doordat de Ewald Marggraff zijn bos niet onderhield en voor het publiek gesloten liet, kreeg dit deel van De Geelders een meer natuurlijk karakter. Na de dood van Marggraff in 2003 kwam het bos in beheer van de Marggraff Stichting die het in 2005 openstelde. In 2010 werd een overeenkomst gesloten waarin afgesproken werd het 'niet-beheer' in hun gebied te continueren. Verder vormt het nu een eenheid met rest van De Geelders.
Vlak na de Tweede Wereldoorlog dreigde het bos in De Geelders door een boerencoöperatie uit Nistelrode gerooid te worden ten behoeve van cultuurland. Door ingrijpen van onder andere Tweede Kamerlid Van der Goes van Naters werd dit voorkomen.

## Natuur en landschap
De Geelders is gelegen in het gebied met een laag Brabantse leem in de bodem waardoor het van nature zeer vochtig is. Het is in 2004 door de provincie aangewezen als 'natte natuurparel' en maakt deel uit van Natuurnetwerk Brabant. Natuurwaarden dienen er behouden te blijven en waar mogelijk te worden versterkt. Het leembos bestaat grotendeels uit loofbos en is rijk aan soorten. Ook het heidegebied 'Het Speet' en de kleinschalige bos- en weidegebieden zijn in dit opzicht van belang. Typische soorten die in het gebied voorkomen zijn: bosanemoon, slanke sleutelbloem, dalkruid, eenbes, zwartblauwe rapunzel, klokjesgentiaan en grote wolfsklauw. Ook is het gebied rijk aan vogelsoorten zoals de middelste bonte specht, houtsnip en wespendief. De ijsvogelvlinder vindt er een geschikt biotoop en in het doodhout zijn meer dan 1.000 keversoorten geteld. Geregeld onderwater staand leembos in De Geelders is de grootste vindplaats in Nederland van het oranje-blauw zwemmend geraamte, een zeldzaam kieuwpootkreeftje.
In het noordoosten van De Geelders bevindt zich de Beekse Waterloop die naar het noordwesten stroomt en ten noorden van Gemonde uitkomt in de Dommel. Naar de zeventiende-eeuwse grondbezitter Pieter Lus is de 'Lussendreef' genoemd, deze vormt de grens tussen de gebieden van Staatsbosbeheer en van de Marggraff Stichting. De hakhoutwal van de oude boskamp Het Speet die hier evenwijdig mee loopt vormt de grens tussen de gemeenten Meierijstad en Boxtel.

## Recreatie
Er zijn meerdere rondwandelingen in het gebied uitgezet, die zowel de terreinen van Staatsbosbeheer, Brabants Landschap als die van de Marggraff Stichting aandoen. Ook langere wandelroutes lopen door De Geelders.